# Александровка (Теньгушевський район)
Алекса́ндровка (рос. Александровка, ерз. Александровка) — присілок у складі Теньгушевського району Мордовії, Росія. Входить до складу Такушевського сільського поселення.
Населення — 20 осіб (2010; 26 у 2002).
Національний склад (станом на 2002 рік):
- росіяни — 96 %